# Abd al-Muhsin bin Abd al-Aziz Al Sa'ud
ʿAbd al-Muḥsin bin ʿAbd al-ʿAziz Āl Saʿūd (in arabo عبد المحسن بن عبد العزيز آل سعود‎?; Riad, 1925 – Riad, 10 maggio 1985) è stato un principe, politico e poeta saudita, membro della famiglia reale Āl Saʿūd.
È stato amante della letteratura, della poesia e dei libri storici.

## Primi anni di vita ed educazione
Il principe ʿAbd al-Muḥsin è nato a Riyāḍ nel 1925. Era figlio del re ʿAbd al-ʿAziz. Ha studiato alla scuola dei principi, memorizzando il Corano e imparando l'equitazione, in seguito ha approfondito gli studi storici, politici, e dell'arte della guerra. Egli era il tredicesimo figlio di re ʿAbd al-ʿAziz, avuto dalla moglie al-Jawhara bint Saʿd al-Sudayrī.

## Carriera
ʿAbd al-Muḥsin è stato governatore della provincia di Medina tra il 1965 e il 1985. È stato ministro dell'Interno nel gabinetto di re Sa'ud nel 1961. Il principe ʿAbd al-Muḥsin ha sostenuto il Movimento dei principi liberi, guidato dal principe Ṭalāl. Aveva la reputazione di essere relativamente liberale. Durante il suo governatorato, è stata aperta una stazione televisiva e sono state costruite autostrade per aiutare le persone a raggiungere la Moschea del Profeta.

## Vita personale
ʿAbd al-Muḥsin è stato sposato otto volte e ha avuto 12 figli. Suo figlio, Saʿūd, è il governatore della provincia di Ha'il.

## Morte
Colpito da un male incurabile, morì il 10 maggio 1985 all'Ospedale Re Faysal di Riad.